# Коваль (фільм, 1922)
Коваль (The Blacksmith) — американська короткометражна кінокомедія Бастера Кітона 1922 року.

## Сюжет
Герой Кітона підковує коней і лагодить машини, що призводить до різноманітних наслідків.

## У ролях
- Бастер Кітон —помічник коваля
- Вірджинія Фокс — вершниця
- Джо Робертс — коваль